# Paweł Mandrysz
Paweł Mandrysz (ur. 1 grudnia 1997 w Szczecinie) – polski piłkarz, grający na pozycji pomocnika. Od 2020 r. jest zawodnikiem polskiego klubu Sandecja Nowy Sącz.

## Życiorys

### Kariera klubowa
Paweł Mandrysz rozpoczynał swoją karierę w polskim klubie RKP Rybnik, z którego w 2012 r. trafił do II-ligowego Energetyka ROW Rybnik. W wieku 16 lat 3 miesięcy i 4 dni zadebiutował w pierwszej drużynie klubu z Rybnika, tym samym stając się najmłodszym piłkarzem, który wystąpił na boiskach I ligi w sezonie 2013/2014.
24 czerwca 2016 r. podpisał dwuletni kontakt z klubem GKS Katowice. Z katowicką publicznością przywitał się w znakomity sposób, strzelając piękną bramkę po solowym rajdzie w sparingowym spotkaniu z Banikiem Ostrawa. W trójkolorowych barwach rozegrał 46 spotkań, spędzając na boisku 2705 minut i strzelając 4 bramki.
Od 14 czerwca 2017 r. do 10 stycznia 2018 r. trenował w GKS-ie Katowice pod wodzą swojego ojca, trenera Piotra Mandrysza.
26 września 2018 r. po rozwiązaniu kontraktu z klubem z Katowic został zawodnikiem Ruchu Chorzów, występującym w II lidze. Debiutował w derbowym meczu z ROW-em 1964 Rybnik (0:1). Kontrakt, który wygasł z końcem czerwca 2019 r. nie został przedłużony.
W lipcu 2019 r. po trzech latach przerwy powrócił do ROW-u 1964 Rybnik, występującego w III lidze.
28 sierpnia 2020 r. został piłkarzem Sandecji Nowy Sącz.

### Kariera reprezentacyjna
Paweł Mandrysz występował w młodzieżowej reprezentacji Polski do lat 18, reprezentował również Polskę w kategorii wiekowej do lat 20.
6 października 2017 r. jako reprezentant Polski do lat 20 - prowadzoną przez trenera Dariusza Gęsiora - zdobył gola w 43 minucie meczu Czechy - Polska, rozgrywanego w ramach Turnieju Ośmiu Narodów (Elite League).